# 2010 في السويد
فيما يلي قوائم الأحداث التي وقعت خلال عام 2010 في السويد.

## سياسة

### تعيين في المنصب
- 1 يناير – جيمي أوكسون عضو البرلمان السويدي [الإنجليزية]‏.
- 7 يوليو – توبياس بلسترم Minister for Employment (Sweden) [الإنجليزية]‏.

### انتهاء فترة المنصب
- 5 أكتوبر – توبياس بلسترم Minister for Employment (Sweden) [الإنجليزية]‏.

## أفلام
من الأفلام التي صدرت هذه السنة في السويد:
- 1 يناير – القاتل بداخلي من إخراج مايكل وينتربوتوم.
- 26 أغسطس – في عالم أفضل من إخراج سوزان بيير.

### مارس
- 6 مارس – رونالد بيترسون (مواليد 1935) لاعب كرة قدم سويدي.

### أكتوبر
- 8 أكتوبر – نيلس هالبيرج (مواليد 1921) ممثل سويدي.